# Metamorfosi totale
Metamorfosi totale (Calling All Creeps!) è il cinquantesimo libro della collana horror per ragazzi Piccoli brividi, scritta da R. L. Stine.

## Trama
Il protagonista, Ricky Beamer, è uno studente di prima media, spesso preso in giro da tutti e oggetto di scherzi da parte di un gruppo di bulli. Questo gruppo comprende Jared, David, Brenda e Richard Wartman (detto "Verruca").

L'unica amica che ha si chiama Iris Candler, ragazza nuova della scuola.
Ricky lavora presso il giornale della scuola, diretto dalla perfida Tasha McClain. Tasha assegna a Ricky diversi compiti, che lui (per colpa dei quattro bulli) fallisce in pieno. Stanca della sua incompetenza, Tasha lo caccia dal giornalino, chiamandolo davanti a tutti un "essere strisciante". Per vendicarsi di questo gesto, Ricky si intrufola nella scuola di notte e, tramite il computer di Tasha, aggiunge all'edizione del giornalino in uscita la mattina seguente un'inserzione: 
Messaggio per tutti gli esseri striscianti.

Messaggio per tutti gli esseri striscianti.

Se siete esseri striscianti chiamate Tasha dopo la mezzanotte al numero 555-6709.
Tasha, però, se ne accorge e modifica l'inserzione sostituendo il nome di Ricky al proprio insieme al numero di telefono.

La notte, Ricky viene insistentemente chiamato da quattro persone, che dicono di essere "esseri striscianti". Queste persone cominciano a lasciargli dei messaggi anche a scuola, chiedendogli quando si sarebbero incontrati. Poi, un giorno, all'uscita da scuola, i bulli che da sempre lo perseguitano lo rapiscono, portandolo in un boschetto; qui, sotto i suoi occhi, si trasformano in mostri simili a rettili. Però non lo aggrediscono: credono, infatti, che anche lui sia un essere strisciante, e che anzi sia il loro capo. Gli rivelano di avere un piano per inserire nelle razioni della mensa scolastica dei semi, chiamati semi dell'identità, che trasformeranno tutti gli studenti in esseri striscianti.

All'inizio Ricky è riluttante ad agire... finché non capisce che, una volta diventati esseri striscianti, tutti gli studenti obbediranno a lui. Così, alla successiva fiera culinaria della scuola, offre gratis agli studenti biscotti (accuratamente riempiti di semi dell'identità), e lui stesso ne mangia uno.

## Personaggi
- Ricky Beamer: un ragazzo timido e impacciato, protagonista della storia. Desidera ardentemente entrare a far parte del giornalino scolastico e, di fronte al rifiuto di Tasha, pianifica una vendetta ai suoi danni. Nell'episodio televisivo è doppiato da Davide Garbolino.
- Iris Candler: una bella ragazza amica di Ricky.
- Tasha McClain: la direttrice del giornalino scolastico, una ragazza superba e sicura di sé. Detesta profondamente Ricky.
- David: uno dei bulli che perseguita Ricky. Si rivela essere un mostro. Nell'episodio televisivo è doppiato da Patrizio Prata.
- Brenda: una dei bulli che perseguita Ricky. Si rivela essere un mostro.
- Richard Wartman ("Verruca"): uno dei bulli che perseguita Ricky. Si rivela essere un mostro.
- Jared: uno dei bulli che perseguita Ricky. Si rivela essere un mostro. Nell'episodio televisivo è assente.

## Altri media
È stata realizzata una trasposizione televisiva di questo libro per la serie televisiva Piccoli brividi, chiamata "Mostri a rapporto". L'episodio è abbastanza fedele alla storia, se non in alcuni punti:
- Il personaggio di Jared è assente.
- I mostri sono arancioni nell'episodio televisivo e viola nel libro.

## Edizioni
- R. L. Stine, Metamorfosi totale, traduzione di Cristina Scalabrini, collana Piccoli brividi, Arnoldo Mondadori Editore, 1998,  p. 142, ISBN 88-04-45701-5.